# فياتشيسلاف نيكولايفيتش كوزنيتسوف
فياتشيسلاف نيكولايفيتش كوزنيتسوف (بالبيلاروسية: Вячаслаў Мікалаевіч Кузняцоў) هو دبلوماسي وسياسي بيلاروسي، ولد في 21 فبراير 1947. انتخب member of the Council of the Republic of Belarus ‏.